# Apollon Barret
Pour les articles homonymes, voir Barret (homonymie).
Apollon Marie-Rose Barret (A.M.R. Barret, né le 15 novembre 1804 à Saint-Brieuc, décédé le 9 mars 1879 à Paris) est un hautboïste compositeur et facteur français de hautbois.

## Biographie
Apollon Barret a étudié le hautbois dans la classe de Gustave Vogt au conservatoire de Paris et obtenu son premier prix en 1824.
Il a ensuite joué au théâtre de l'Odéon puis à l'Opéra-Comique à Paris de 1827 à 1829.
Il est ensuite parti jouer à Londres à la suite d'une recommandation de François-Joseph Fétis liée à une visite du Royal Philharmonic Society à Londres en 1829 indiquant d'employer un hautboïste français. Il seconde d'abord Henry Angelo Michael Cooke au King’s Theatre puis devient premier hautbois en 1839.
En 1847, le chef d'orchestre Michele Costa l'invite comme premier hautbois au théâtre Royal Italien à Covent Garden. En 1853, il joue également au Royal Philharmonic Society (grâce à une lettre de recommandation de Hector Berlioz).
Apollon Barret a été professeur de hautbois à la Royal Academy of Music de Londres de 1829 à 1874. Il a également été professeur à la Royal Military  School of Music (en) à Kneller Hall (en) après 1850. 
Le jeu de Barret est décrit comme « charmant » en style et en sonorité.
Parallèlement, il a enseigné à toute une nouvelle génération d'hautboïstes britanniques. En 1850, il a publié sa méthode complète pour le hautbois, basée sur le hautbois système 4, qui a depuis été largement utilisée par les professeurs de hautbois du monde entier.
En 1855, il développe avec la maison Triébert un nouveau hautbois sur la base du système 5 et du hautbois système Boehm en ajoutant notamment le si bémol grave, la plaque de pouce... En conséquence, il mettra à jour sa méthode en 1862.
Après avoir quitté le théâtre Royal Italien de Londres en 1874, il retourne en France finir sa vie.

## Œuvres
- Aria di bravura, pour le hautbois avec accompagnement de piano ou d'orchestre, (Triebert, 1854)
- Complete Method for Oboe (London: Jullien , 1ère édition 1850) (London: Lafleur and Son, 2ème édition, 1862).
- Elégie pour hautbois avec acc. de piano, (Paris : F. Triebert, 1870)
- Méthode complète de hautbois divisée en 4 parties, (Paris : Triebert, 1876)[5]
- O ! ma tendre musette, fantaisie pour le hautbois avec piano ou orchestre, arrangée par Barret A. M. R., (P. Goumas, 1877)
- Fantaisie en pot-pourri pour le hautbois sur des airs populaires du languedoc (Paris: Maison Buffet Crampon. P. Goumas et Cie, 1879)[6]
- 2e Cantilène pour le hautbois, avec acc. de piano (P. Goumas et Cie, 1879)
- A. Bruyant: Cantilène de Barret transcrite pour cor anglais avec acc. de piano ou orgue (1881)